# 関田康雄
関田 康雄（せきた やすお、1959年〈昭和34年〉12月13日 - ）は、日本の国土交通技官。第26代気象庁長官を務めた。

## 経歴
長野県上田市で生まれる。長野県長野高等学校を経て、東京大学理学部地球物理学科を卒業。1984年3月、東京大学大学院理学系研究科地球物理学修士課程を修了。
国家公務員採用上級甲種試験（物理）に合格して、1984年（昭和59年）4月に気象庁に入庁し、地震火山部地震津波監視課長、地震火山部管理課長、総務部企画課長、大阪管区気象台長、地震火山部長、予報部長などを歴任する。
2010年（平成22年）、地震火山部地震津波監視課長を務めていた際、2月27日に南米チリ沿岸で発生したチリ地震を受けて「大津波警報」を発表した。しかし、同年3月1日に「予測が少し過大だった」と述べ、警報・注意報が長引いたことを記者会見で謝罪した。
2019年（平成31年）4月1日、気象庁長官に就任する。
2021年（令和3年）1月5日、後任となる長谷川直之の長官就任に伴い、退任。

## 年表
基本的な出典
- 1984年04月：気象庁入庁（仙台管区気象台技術部観測課）
- 1986年03月：気象研究所地震火山研究部第二研究室研究官
- 1989年04月：国土庁防災局震災対策課調査係長
- 1992年04月：気象庁地震火山部地震火山業務課技術係長
- 1994年
  - 04月：気象庁地震火山部地震津波監視課主任技術専門官
  - 10月：気象庁地震火山部地震津波監視課調査官
- 2000年04月：福岡管区気象台技術部地震火山課長
- 2002年04月：気象庁総務部企画課長補佐
- 2005年04月：気象庁地震火山部管理課地震情報企画官
- 2007年04月：仙台管区気象台技術部長
- 2009年04月：気象庁地震火山部地震津波監視課長
- 2010年04月：気象庁地震津波部管理課長
- 2011年01月：気象庁総務部企画課長
- 2013年04月01日：大阪管区気象台長[9]
- 2014年03月25日：気象庁地震火山部長[10]
- 2016年04月01日：気象庁予報部長[11]
- 2019年04月01日：気象庁長官[12]
- 2021年01月05日：気象庁長官を退任[13][8]